# Kayanza
Kayanza ist eine Stadt im Norden von Burundi. Sie ist die Hauptstadt der Provinz Kayanza.

## Geografie
Die Stadt liegt im nördlichen Teil der Provinz und befindet sich auf einer Höhe von 1957 Metern über dem Meeresspiegel in einer Entfernung von etwa 53 km nordöstlich von Bujumbura, der Hauptstadt des Landes.
Die Stadt ist in neun Gemeinden unterteilt, von denen eine Kayanza heißt.

## Bevölkerung
Bei einer Volkszählung von 2008 wurden 21.767 Einwohner gezählt. Es ist eines der Gebiete mit höherer Bevölkerungsdichte.

## Transport
Der nächstgelegene Flughafen ist in der ruandischen Stadt Butare.

## Wirtschaft
Die Stadt ist bekannt für ihre Tee- und Kaffeeproduktion.